# Черняково (Железногорск)
Черняко́во — бывшая деревня, присоединённая к городу Железногорску Курской области в 1961 году.

## География
До начала строительства Железногорска располагалась от нынешней трассы А142 «Тросна—Калиновка» на юге до деревни Трубичено (сейчас в черте города) на севере. В настоящее время статуса отдельного населённого пункта или района города не имеет и обозначается просто как Черняковская улица в Железногорске. Расположена на восточной окраине города на правом берегу реки Речицы. Состоит из домов индивидуальной застройки. Часть бывшей деревни между улицами Рокоссовского и Л. Голенькова была снесена и застроена многоквартирными домами.

## История

### XVII—XVIII века
Наиболее ранее упоминание деревни Черняковой содержится в Таможенной книге Курска за 1641 год. В ней есть запись о том, что крестьянин деревни Черняково Комарицкой волости Сидор Пойминов 31 декабря 1641 года продал курскому казаку Пахому Хвосту «голубую» кобылу восьми лет за 2 рубля 45 копеек.
В 1646 году крестьяне Чернякова, как и жители других селений Комарицкой волости, для охраны юго-западных рубежей Русского государства были переведены из дворцовых крестьян в разряд драгунов.
По данным 1649 года деревня Черняково состояла из 38 дворов и была приписана к Долбенкинскому острогу. Местные жители могли укрываться в этой крепости во время набегов крымских татар и должны были поддерживать её в обороноспособном состоянии. 
По переписи 1705 года в деревне было 35 дворов, проживало 169 человек (в том числе 51 недоросль, 19 человек на военной службе). В 1707 году здесь было 38 дворов (35 «жительских», 2 двора мельников, 1 двор пустой), проживало 148 человек (в том числе 50 недорослей, 2 бобыля, 3 мельника).
В 1711 году Пётр I подарил молдавскому князю Дмитрию Кантемиру обширную вотчину в Комарицкой волости, куда вошла и деревня Чернякова. Таким образом, местные жители, бывшие до этого лично свободными, на полтора века оказываются в крепостной зависимости. К середине XVIII века Черняково перешло во владение Трубецких и Репниных. В 1763 году за Трубецкими здесь числилось 40 душ мужского пола, за Репниными — 166. 
В 1781 году Николай Васильевич Репнин продал своё имение в Комарицкой волости, в том числе в Черняковой, князьям Александру, Дмитрию, Якову и княжне Марии Лобановым-Ростовским. Лобановы-Ростовские были владельцами деревни вплоть до отмены крепостного права в 1861 году.

### XIX — начало XX века

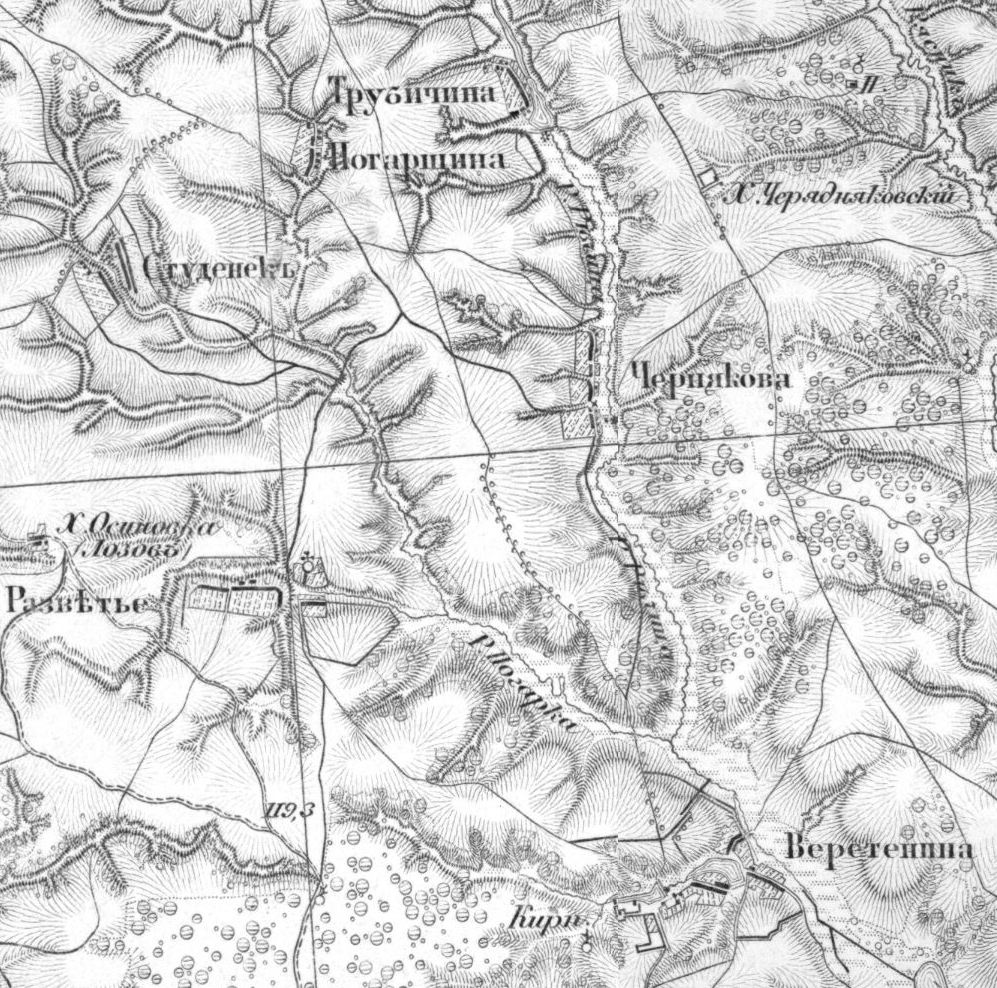
Черняково на карте 1869 года

По данным 6-й ревизии 1811 года деревня Чернякова принадлежала генералу Дмитрию Ивановичу Лобанову-Ростовскому. В то время здесь проживало 250 душ мужского пола в 25 дворах, с учётом женского пола — около 500 человек.
По данным 10-й ревизии 1858 года деревня принадлежала князю Николаю Алексеевичу Лобанову-Ростовскому (1826—1887). В то время в Черняковой было 34 двора, проживало 342 человека (176 мужского пола и 166 женского). Главами семей в то время были: Трофим Рогожин, Андрей Калиночкин, Емельян Филин, Федор Пантюхов, Данила Судаков, Ефрем Родичев, Василий Родичев, Исай Белоглазов, Андриан Лагутин, Ефим Поташников, Михаил Плетнев, Меркул Терехов, Андрей Харин, Стефан Бирюков, Иван Юрин, Тарас Симочкин, Лаврентий Карнюшкин, Лаврентий Сметанкин, Иван Фантюшкин, Азар Куликов, Михаил Косогов, Виктор Хрестин, Павел Аникушин, Тимофей Алпатов, Андрей Ершов, Алексей Галенков, Григорий Гапонов, Николай Полев.
В 1866 году в бывшей владельческой деревне Черняково было 33 двора, проживало 342 человека (176 мужского пола и 166 женского), действовали 7 маслобоен и мельница на Речице. До 1877 года деревня находилась в приходе Воскресенского храма села Долбёнкино, затем была передана в приход Покровского храма села Разветье. В 1897 году здесь проживало 662 человека (320 мужского пола и 342 женского); всё население исповедовало православие. Во время революции 1905 года жители Чернякова участвовали в разграблении имения Великого князя Сергея Александровича в селе Долбёнкино.
В Первой мировой войне участвовали жители Чернякова: Белоглазов Феоктист Ефремович (1885), Бирюков Григорий Иванович, Бирюков Павел Сергеевич (1894), Голеньков Федор Григорьевич, Ершов Андрей Николаевич, Ершов Корней Семёнович (1896), Ершов Фёдор Фролович, Косогов Пётр Семёнович, Панкин Павел Кузьмич, Терехов Антон Андреевич, Терехов Иван Ефимович, Терехов Михаил Ефимович.
В начале XX века из-за роста численности населения и недостатка земли часть жителей деревни выселилась в посёлок Михайловский.

### Советское время
В 1926 году в Черняково было 118 дворов (в том числе 116 крестьянского типа), проживало 696 человек (337 мужчин и 359 женщин), действовала школа 1-й ступени и пункт ликвидации неграмотности. В 1929—1930 годах в деревне были организованы 2 колхоза: «Меловой» и «Новая Жизнь». Председателями «Мелового» в разное время были: Пискарёв (1936 год), Иван Андреевич Терехов (1944 год), Дмитрий Лаврентьевич Терехов (1946—1947), Иван Тимофеевич Ефимцев (1949 год); председателями «Новой Жизни» — Андрей Аникушин (1932 год), Пескарёв (1935 год), Гапонов (1937 год), Долгов (1947 год), Гапонов (1949 год). В 1937 году в Черняково было 113 дворов. 
Во время Великой Отечественной войны, с октября 1941 года по 26 февраля 1943 года, деревня находилась в зоне немецкой оккупации (территория Локотского самоуправления). Освобождена без боя 354-й стрелковой дивизией под командованием полковника Д. Ф. Алексеева. 
В 1950 году 3 колхоза Трубиченского сельсовета — имени Крупской (центр в Трубичено), «Меловой» и «Новая Жизнь» (оба в Черняково) — были объединены в одну артель имени Крупской с центральной усадьбой в Черняково. Председателями укрупнённого хозяйства были Иван Тимофеевич Андрюхин, П. Д. Галкин, Л. А. Трефильев. В 1954 году в Черняково появилось радио.
В 1957 году на гречишном поле к западу от деревни Черняково началось строительство рабочего посёлка горняков — будущего города Железногорск. Черняковский колхоз имени Крупской выделил для строительства посёлка и промышленных объектов 259 гектаров земли. 
В 1959 году в связи с освоением Михайловского железорудного месторождения и строительством Железногорска колхоз имени Крупской был реорганизован в Студенокское отделение совхоза Михайловского железорудного комбината. 
28 сентября 1961 года деревня Черняково была присоединена к Железногорску.

## Административно-территориальная принадлежность
- 16ХХ—1778 — Радогожский стан Комарицкой волости Севского уезда;
- 1778—1796 — Севский уезд Орловского наместничества;
- 1796—1802 — Севский уезд Орловской губернии;
- 1802—1861 — Дмитровский уезд Орловской губернии;
- 1861—1923 — Веретенинская волость Дмитровского уезда Орловской губернии;
- 1923—1928 — Разветьевский сельсовет Долбенкинской волости Дмитровского уезда Орловской губернии;
- 1928—1930 — Разветьевский сельсовет Михайловского района Центрально-Чернозёмной области;
- 1930—1934 — Трубиченский сельсовет Дмитриевского района Центрально-Чернозёмной области;
- 1934—1954 — Трубиченский сельсовет Михайловского района Курской области;
- 1954—1961 — Разветьевский сельсовет Михайловского района Курской области.

## Население
| Годы      | 1858 | 1866 | 1894 | 1897 | 1926 |
| --------- | ---- | ---- | ---- | ---- | ---- |
| Население | 342  | 342  | 555  | 662  | 696  |

## Образование
В начале XX века в деревне действовало начальное училище (земская школа), в котором преподавали, как правило, священники Покровского храма села Разветье: Александр Некрасов (с 20 октября 1909 года), Николай Лисицын (с 22 сентября 1911 года), Иоанн Семов (с ноября 1913 года). До 1919 года в школе работал сын священника села Гнань Фёдор Захарович Амфитеатров (1897—1970). 
В 1920-е годы в Черняково действовала школа 1-й ступени (4 класса). В 1928 году её директором был А. Валуев. В то время здесь учились 33 мальчика и 8 девочек, все дети крестьян, из них 6 из бедняцких и 5 из батрацких семей. В 1930-е годы в школе работал Михаил Яковлевич Аникушин. После окончания Великой Отечественной войны в Черняковской начальной школе директором была Екатерина Андреевна Чернова, учителем физкультуры — старший лейтенант Иван Семенович Шакшуев, в плане работ по охране леса закреплена учительница Нина Ивановна Васина, учили детей 19-летняя Клавдия Васильевна Гладких, Наталья Петровна Ольховатская. В 1949 году директором школы вновь стал М. Я. Аникушин. Последним директором школы была М. Э. Терехова. В конце 1950-х годов школа в деревне была закрыта, а её ученики были переведены в школы Железногорска.

## Персоналии
- Косогов, Иван Дмитриевич (1891—1938) — начальник штаба кавалерийской дивизии Первой Конной Армии времён Гражданской войны, награждён двумя орденами боевого Красного Знамени, был командиром Казачьего корпуса, что соответствовало званию генерал-лейтенанта. Кроме боевых заслуг, он знаменит как автор рассказов о гражданской войне и соавтор сценария к фильму «Первая Конная». Репрессирован в 1937 году.
- Косогов, Яков Михайлович (1924—2009) — шахтёр, Герой Социалистического Труда (1958).
- Голеньков, Леонид Николаевич (1924—1942) — юный партизан Лёня Голеньков, погибший в годы Великой Отечественной войне, награждён посмертно орденом Отечественной Войны II степени. В честь него названа улица в Железногорске.

В Книге Памяти есть имена и других черняковцев, погибших на защите Отечества. Это Сергей Шакшуев и Сергей Кулаков — 16 февраля они пришли из эвакуации в Чернякову, не зная, что немцы еще в деревне, и были расстреляны. Воевали за Родину и награждены орденами Отечественной Войны II степени черняковцы Иван Тимофеевич Андрюхин, Алексей Иванович Косогов, Александр Афанасьевич Сметанкин, Дмитрий Терехов, Иван Григорьевич Бирюков (орден Красной Звезды, активно участвовал в строительстве Железногорска), Василий Филиппович Аникушин (партизан, фронтовик, орден Славы III степени).